# Blechnum difforme
Blechnum difforme är en kambräkenväxtart som beskrevs av Edwin Bingham Copeland. Blechnum difforme ingår i släktet Blechnum och familjen Blechnaceae. Inga underarter finns listade.